# Insignia seu clenodia Regis et Regni Poloniae
Insignia seu clenodia Regis et Regni Poloniae, також звана Clenodia, Jewels Długosz або Stemmata Polonica — найдавніший відомий місцевий опис гербів Польського королівства, написаний Яном Длугошем.

## Історія
Твір був написаний Длугошем у 1464—1480 роках. Цю зброярню згадує Матвій із Міхова в Chronica Polonorum 1521 року (фол. 343: «Item scripsit familias, arma et clinodia nobilitatis Polonorum, cum origine et causa eorum»).
На цю працю також багато разів посилався польський історик і геральдист XVI ст. Бартош Папроцький у своїх гербах «Гняздо кноти» (1578) і «Герби польських лицарів» (1584), який мав її копію. Пізніше рукопис забувся і довгий час вважався втраченим. Його знайшов медієвіст Адам Клодзінський, який 1843 року помітив його в одному з рукописів кінця XV століття в бібліотеці Оссолінських у Львові. Інформацію про своє відкриття він оприлюднив у виданні Бібліотеки Національного інституту імені Оссолінських з того ж року.
Фрагмент рукопису Длугоша вперше опублікував Юзеф Мучковський у 1851 році в праці «Новини про рукописи історії Длугоша». Фрагменти походять із двох виявлених примірників: з кодексу Бібліотеки Оссолінських і з другого кодексу XVI ст., знайденого єпископом Людвіком Лентовським.
Тим часом два інші кодекси Кленодії були знайдені графом Олександром Пшездзецьким: один у бібліотеці Кіджі в Римі з початку XVI століття, інший у Парижі в бібліотеці арсеналу, який він описав як: «рукопис XVI століття, написаний на паперу та прикрашений намальованими гербами держав, земель, шляхти та єпископів під назвою „Stemmata Poloniae“, текст, явно запозичений з „Кленодіо“ Длугоша, але зі значними варіаціями».
Ще один рукопис знайшов граф Титус Дзялинський у бібліотеці Корника. Перший більш розширений опис цієї знахідки дав Антоній Зиґмунт Гельцель у першій частині праці «Давні пам'ятки польського права».

## Зміст роботи

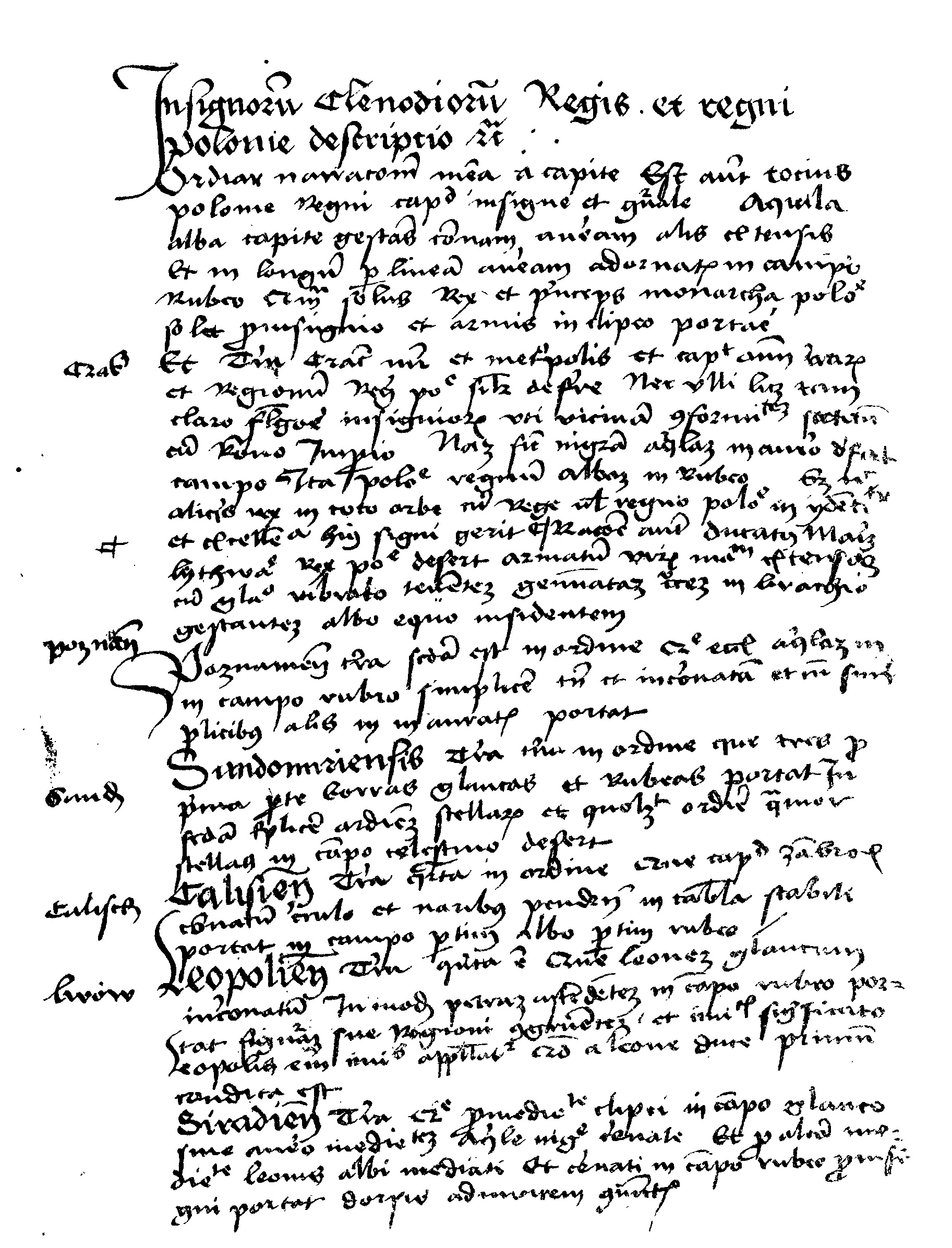
Латинський рукопис Кленодії 1464—1480 рр.

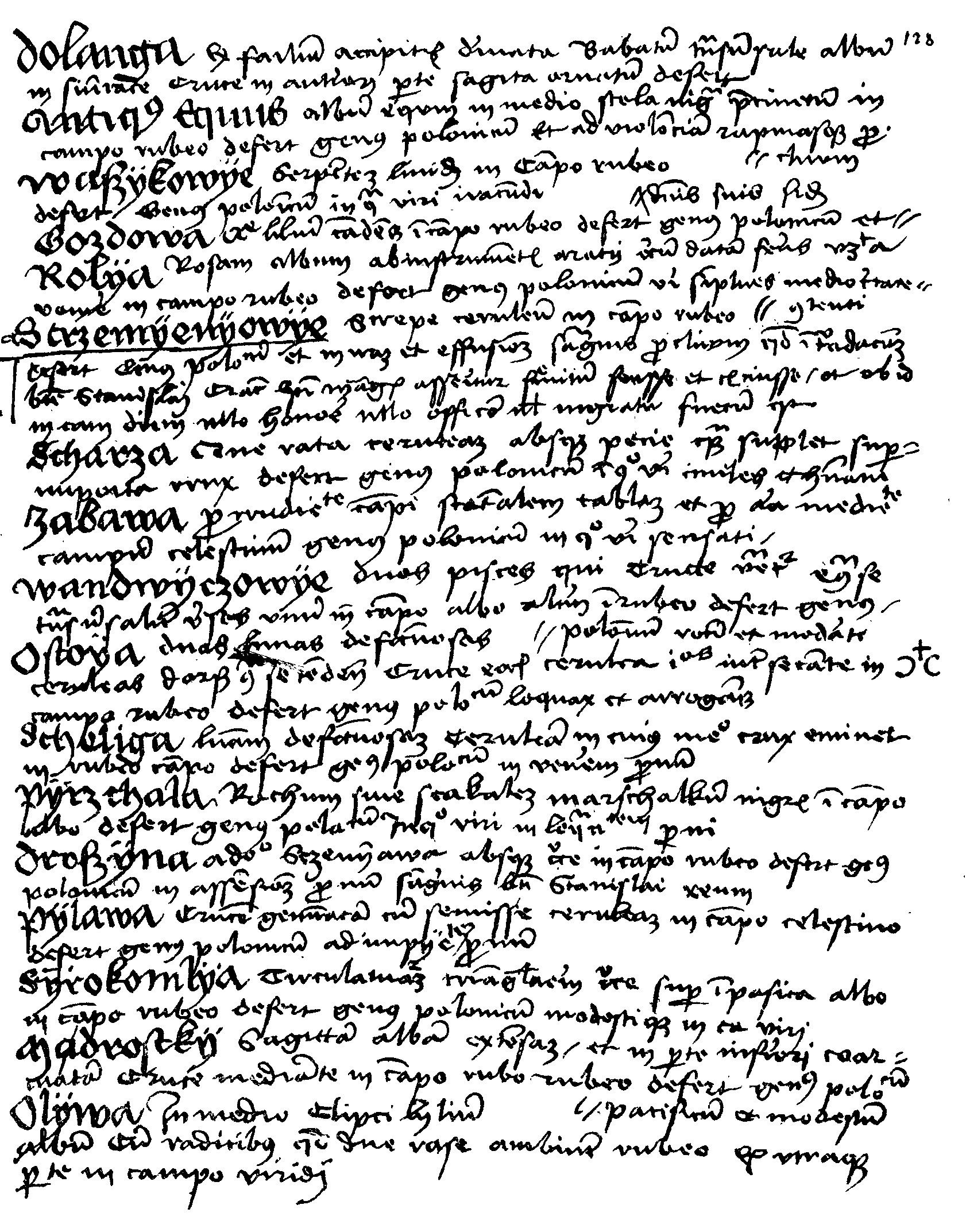
Опис польських гербів, занотований Длугошем.

Гербовник зберегся в кількох варіантах і копіях, які відрізняються один від одного. Ймовірно, була повна оригінальна версія з більш розширеним вмістом. Такий висновок зробив Зигмунт Целіховський, який порівняв текст збережених копій із творами Бартоша Папроцького, який часто цитує Длугоша. На основі цього аналізу він дійшов висновку, що Папроцький використовував більш розширену версію твору. Існує кілька примірників Clenodia, в тому числі: Кодекс Летовського, Кодекс бібліотеки Оссолінських і Кодекс Корніка, який вважається найстарішим. Є відмінності як в описі, так і в кількості описаних гербів. Найменше гербів згадується в кодексі Оссолінеуму, у кодексі Корника їх 71, а в кодексі Лєтовського — 111. Юзеф Мучковський, порівнюючи відомі йому варіанти рукопису Длугоша з фрагментами, цитованими Бартошем Папроцьким, підрахував загальну кількість 116 найстаріших польських шляхетських гербів.

### Згадані у творі польські герби
Ян Длугош перераховує 71 найстаріший шляхетський герб королівства польського:
1. Топор як Topor
2. Порай як Rosa
3. Наленч як Nalancz
4. Гриф як Griffes
5. Шренява як Srzenyawa
6. Равич як Rawa
7. Набрам як Waldorf
8. Котвиця як Kothwycza
9. Домброва як Dąbrowa
10. Труби як Trambi
11. Свинка як Swynky
12. Тарнава як Tarnawa
13. Боньча як Gednoroszecz, Rinocerus
14. Нечуя як Nyeczuya
15. Леварт як Leuardus
16. Дзялоша як Dzyaloscha
17. Юноша як Junoscha
18. Лада як Lada
19. Капашина як Koprzynya
20. Півкозич як Polukosza
21. Одровонж як Odrowąsch
22. Лодзя як Lodza
23. Венява як Wyenyawa
24. Ястшембець як Yastrzambi
25. Лебідь як Labancz
26. Лис як Lysowye
27. Леліва як Leliwa
28. Єліта як Koschlya Rogy, Gyelyta
29. Сулима як Sulima
30. Коржбок як Corczbog
31. Бембно як Dambno
32. Гржимала як Grzymala
33. Долива як Dolywa
34. Правдич як Prawdzyczy
35. Лещиць як Aceruorum, Cerulorum
36. Окша як Oxa, Ascia
37. Богорія як Bogoria
38. Задора як Zadara
39. Костеша як Strzegomya
40. Прус як Prussowye
41. Абданк як Habdank
42. Заремба як Zaramba
43. Корчік як Corczakowye
44. Теляткова як Czelanthkowye
45. Божидар як Boszezdarz
46. Янина як Janyna
47. Вірушова як Wyeruschowa
48. Годземба як Godzamba
49. Кораб як Korabyczyczy
50. Побуг як Pobodze
51. Дрия як Drya
52. Огоньчик jako Powala
53. Цьолек як Taurorum
54. Доленга як Dolanga
55. Стариконь як Antiquus equus
56. Вуж як Wąszykowye
57. Гоздава як Gozdowa
58. Роля як Rolya
59. Стремено як Strzemyenyowye
60. Осорія як Scharza
61. Забава як Zabawa
62. Вадвич як Wandwyczowye
63. Oстоя як Ostoya
64. Шеліга як Scheliga
65. Колюмна як Pyrzchala
66. Дружина як Druszyna (з дому Srzenyawa)
67. Пилява як Pylawa
68. Сирокомля як Syrokomlya
69. Мондростки як Mądrostky
70. Олава як Olywa
71. Геральт як Gierałt

## Видання
У ХІХ столітті рукопис друкувався двічі:
- у виданні Юзефа Мучковського під назвою Banderia Prutenorum, або Insignia… у збірнику Історико-бібліографічний збірник, випуск 2, Краків 1851;
- у виданні Зигмунта Целіховського під назвою Insignia seu clenodia regis et regni Poloniae. З Кодексу Корника , Познань 1885.

## Автор Длугош
У ХІХ столітті історики вважали Яна Длугоша автором «Кодексу Корника». У ХХ столітті Марек Цетвіньський поставив під сумнів його авторство і висунув теорію, за якою оригінал твору не зберігся до наших днів, а всі збережені рукописи є лише копіями. Рукопис, знайдений у Корніку, вважався найдавнішим.